# ジョージ・シーガル

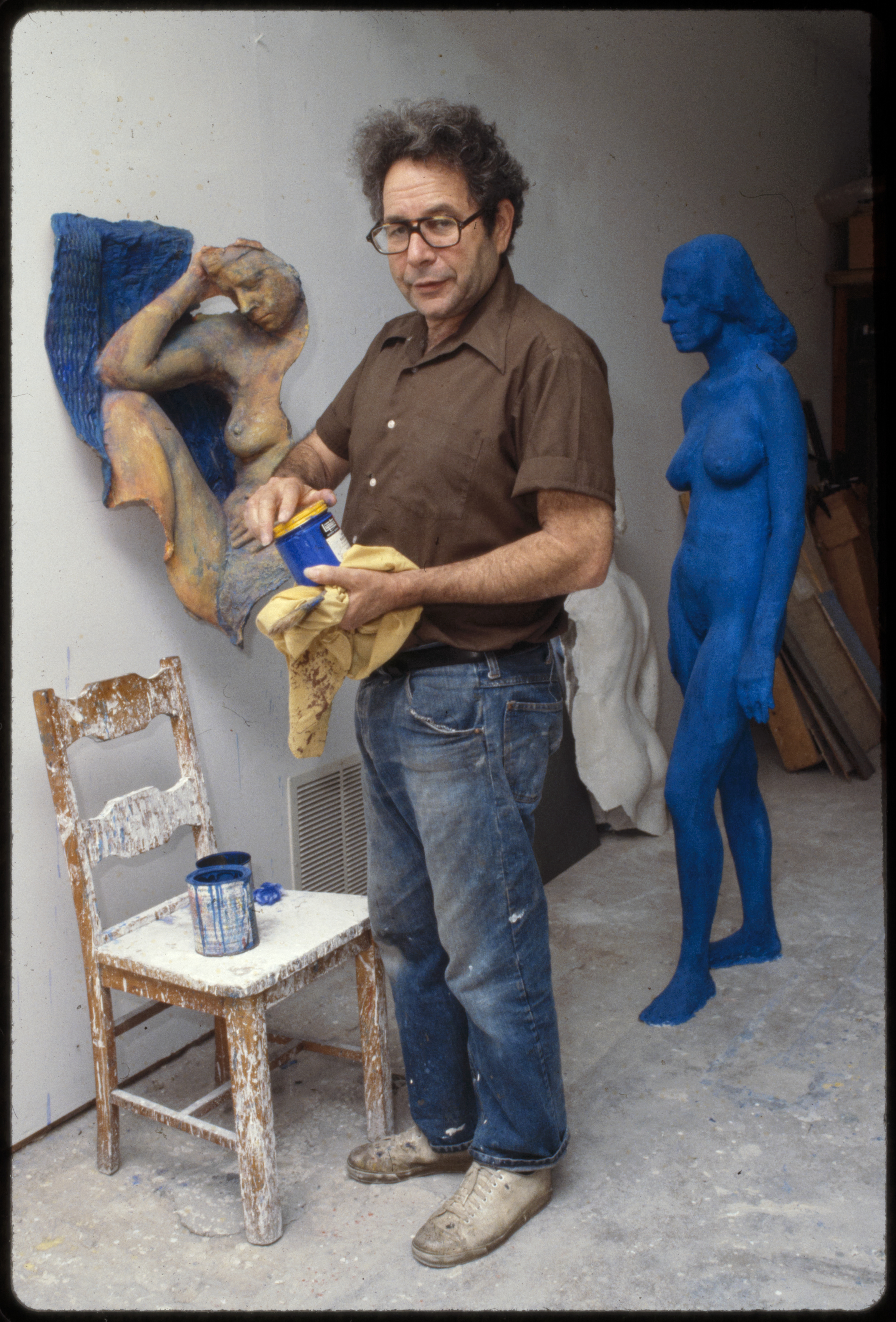

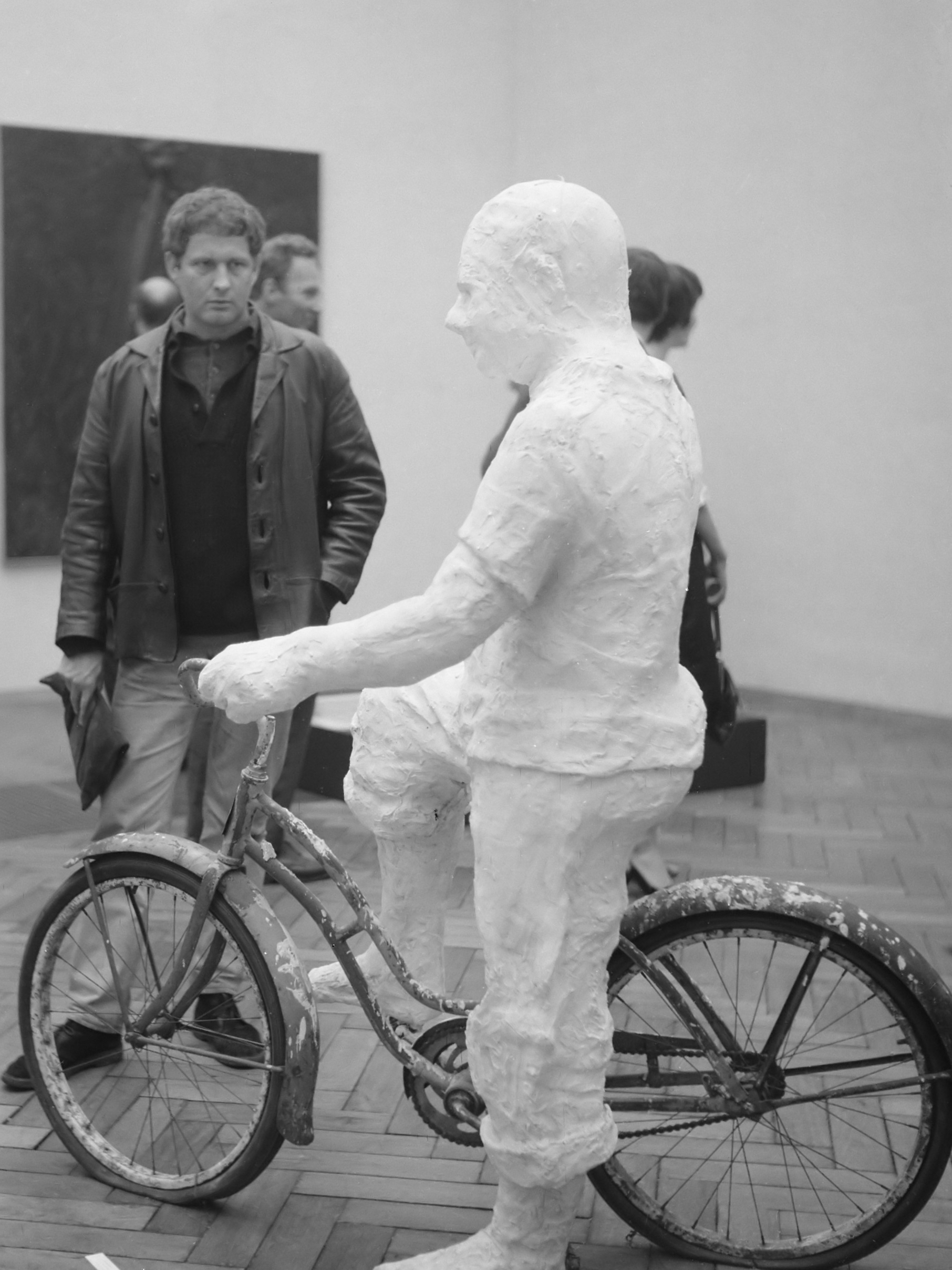
ジョージ・シーガル（1964年）

ジョージ・シーガル（George Segal, 1924年11月26日 - 2000年6月9日）は、アメリカ合衆国ニュージャージー州出身の彫刻家・画家である。人体から直接石膏で型を取った作品で有名。

## 概要
西ヨーロッパから移民してきたユダヤ系の両親の元で、ブロンクスで生まれる。家族は養鶏業を営んでいた。ニューヨークで彫刻・デッサン・絵画などを学ぶが、卒業後は両親と同じく養鶏業をはじめた。その傍ら、地元の高校で美術と英語を教えてもいた。1958年、自身の農場をたたみ、本格的に絵画や彫刻の制作に取り掛かる。
1961年、石膏をしみこませた包帯を体に巻きつけて型を取る手法を編み出し、服を着たままの人物の彫刻を制作。日常のワンシーンを切り取るかのような作品を作り出していった。
日本では何度か展覧会が開かれており、近年には2001年にBunkamuraのザ・ミュージアムなど全国6ヶ所で回顧展が開かれた。

## 主な作品
- 押し合い/4手のパス
- 次の出発
- 偶然の出会い
- バスの乗客
- ホロコースト
- 進めー止まれ
- ゲイ・リベレーション